# Aidan Turner
Aidan Turner (ur. 19 czerwca 1983 w Dublinie) – irlandzki aktor filmowy i telewizyjny.

## Życiorys

### Wczesne lata
Urodził się w Clondalkin, dzielnicy Dublina jako syn Eileen i Pata Turnera. Po ukończeniu szkoły średniej, przez jakiś czas pracował ze swoim ojcem jako elektryk. Pracował też w kinie, gdzie zainteresował się aktorstwem. W wieku 19 lat podjął studia w Gaiety School of Acting, którą ukończył w 2004 roku.

### Kariera
W 2005 roku występował w spektaklach teatralnych, w tym Plough and the Stars Seána O’Caseya, Krzyk z niebios (A Cry from Heaven) i Nagle, zeszłego lata (Suddenly Last Summer) Tennessee Williamsa. Na scenie Project Arts Theatre w szekspirowskiej tragedii Tytus Andronikus (2005) wystąpił w roli Demetriusza, a na deskach Abbey Theatre w Dublinie w Romeo i Julia pojawił się jako młody hrabia, szlachetnego rodu, krewny księcia Parys.
W 2007 roku debiutował w telewizji jako Bedoli w pierwszym odcinku serialu BBC Dynastia Tudorów (The Tudors, 2007). Potem trafił do serialu RTÉ One Klinika (The Clinic, 2008–2009) jako energiczny i towarzyski recepcjonista / DJ Ruairi McGowan. W serialu BBC Rozpaczliwi romantycy (Desperate Romantics, 2009) wystąpił jako Dante Gabriel Rossetti, angielski poeta, rysownik, malarz i tłumacz.
Peter Jackson zaangażował go do roli krasnoluda Śródziemia Kíli w trylogii: Hobbit: Niezwykła podróż (2012), Hobbit: Pustkowie Smauga (2013) i Hobbit: Bitwa Pięciu Armii (2014). W serialu BBC Poldark – Wichry losu (Poldark, 2015) według powieści Winstona Grahama zagrał postać kapitana Rossa Poldarka.
Przez pięć lat był związany z aktorką Sarah Greene, z którą się rozstał w listopadzie 2015 roku.

## Filmografia

### Filmy fabularne
- 2007: Dźwięk ludzki (The Sound of People) jako ojciec
- 2007: Matterhorn jako Theodoro
- 2008: Alarm jako Mal
- 2011: Hattie jako John Schofield
- 2012: Hobbit: Niezwykła podróż jako Kíli
- 2013: Dary anioła: Miasto kości jako Luke Garroway
- 2013: Hobbit: Pustkowie Smauga jako Kíli
- 2014: Hobbit: Bitwa Pięciu Armii jako Kíli
- 2016: Look Away jako Russel

### Seriale TV
- 2007: Dynastia Tudorów (The Tudors) jako Bedoli
- 2007: Klinika (The Clinic) jako Ruairí McGowan
- 2009: Rozpaczliwi romantycy (Desperate Romantics) jako Dante Gabriel Rossetti
- 2009: Być człowiekiem (Being Human) jako John Mitchell
- 2015: Poldark – Wichry losu (Poldark) jako Ross Poldark
- 2015: And Then There Were None jako Philip Lombard

## Nagrody i nominacje
| Rok  | Nagroda                        | Kategoria                     | Rola                             | Rezultat  |
| ---- | ------------------------------ | ----------------------------- | -------------------------------- | --------- |
| 2011 | SFX Awards                     | Best Sci-Fi Actor             | Być człowiekiem                  | Nominacja |
| 2011 | SFX Awards                     | Sexiest Male                  | Być człowiekiem                  | Nominacja |
| 2012 | SFX Awards                     | Best Sci-Fi Actor             | Być człowiekiem                  | Nominacja |
| 2012 | SFX Awards                     | Sexiest Male                  | Być człowiekiem                  | Nominacja |
| 2013 | SFX Awards                     | Sexiest Male                  | Hobbit: Niezwykła podróż         | Nominacja |
| 2014 | Empire Awards                  | Best Male Newcomer            | Hobbit: Pustkowie Smauga         | Wygrana   |
| 2015 | The Erics                      | Irish Actor                   |                                  | Wygrana   |
| 2015 | RadioTimes TV Champion         | Drama Champion                | Poldark                          | Wygrana   |
| 2015 | C21 Drama Award                | Best Male Performance         | Poldark                          | Nominacja |
| 2016 | National Television Awards     | Drama Performance             | Poldark                          | Nominacja |
| 2016 | National Television Awards     | Impact Award                  | Poldark                          | Wygrana   |
| 2016 | The RTS West of England Awards | Best On Screen Performance    | Poldark                          | Nominacja |
| 2016 | BPG Awards                     | Best Actor                    | Poldark/And Then There Were None | Nominacja |
| 2016 | BPG Awards                     | Breakthrough Award            | Poldark/And Then There Were None | Wygrana   |
| 2016 | The Gossies Awards             | Best Actor                    | Poldark                          | Wygrana   |
| 2016 | The Gossies Awards             | Goss Star of the Year         |                                  | Wygrana   |
| 2016 | IFTA Awards                    | Actor In A Lead Role In Drama | Poldark                          | Nominacja |
| 2016 | RadioTimes TV Champion         | Drama Champion                | Poldark/And Then There Were None | Wygrana   |